# NGC 2143
NGC 2143 — рассеянное скопление в созвездии Орион.
Этот объект входит в число перечисленных в оригинальной редакции «Нового общего каталога»
Является скоплением звёзд 9-13 величины. NGC 2143 имеет площадь около 12' на 10'. Составители RNGC не заметили объект, так как в Общем и в Новом общем каталогах было дано неправильное обисание скопления. Гершель указал центр скопления рядом с самой яркой звездой NGC 2143.